# سیارک ۴۳۰۲۵
سیارک ۴۳۰۲۵ (به انگلیسی: 43025 Valusha، نامگذاری:1999VW12) چهل و سه هزار و بیست و پنجمین سیارک کشف شده‌است که در ۱ نوامبر ۱۹۹۹ کشف شد.